# HMS Crusader (H60)
HMS Crusader (H60) là một tàu khu trục lớp C được Hải quân Hoàng gia Anh Quốc chế tạo vào đầu những năm 1930. Nó đã phục vụ cho Hạm đội Nhà và Hạm đội Địa Trung Hải trước Chiến tranh Thế giới thứ hai, vào cuối năm 1936 từng được bố trí đến vùng biển Tây Ban Nha trong sáu tháng do cuộc Nội chiến tại đây để thực thi việc cấm vận vũ khí cho cả hai phe xung đột do Pháp và Anh chủ trương. Crusader được chuyển cho Hải quân Hoàng gia Canada vào năm 1938 và đổi tên thành HMCS Ottawa. Nó đặt căn cứ tại bờ biển Thái Bình Dương của Canada trước chiến tranh, nhưng được chuyển đến vùng bờ biển Đại Tây Dương ba tháng sau khi Thế Chiến II nổ ra. Ottawa làm nhiệm vụ hộ tống các đoàn tàu vận tải trong Trận Đại Tây Dương, cùng với một tàu khu trục Anh đánh chìm một tàu ngầm Ý tại vùng biển Bắc Đại Tây Dương vào tháng 11 năm 1941 trước khi bị tàu ngầm Đức U-91 đánh chìm vào ngày 14 tháng 9 năm 1942.

## Thiết kế và chế tạo
Crusader có trọng lượng choán nước tiêu chuẩn 1.375 tấn Anh (1.397 t), và lên đến 1.865 tấn Anh (1.895 t) khi đầy tải. Nó có chiều dài chung 329 foot (100,3 m), mạn thuyền rộng 33 foot (10,1 m) và mớn nước 12 foot 6 inch (3,8 m). Con tàu được cung cấp động lực bởi hai turbine hơi nước hộp số Parsons, dẫn động hai trục chân vịt, tạo ra công suất 36.000 mã lực càng (27.000 kW) cho phép đạt tốc độ tối đa 36 hải lý trên giờ (67 km/h; 41 mph). Hơi nước cho turbine được cung cấp bởi ba nồi hơi ống nước Admiralty hoạt động ở áp suất 300 psi (2.068 kPa) và nhiệt độ 600 °F (316 °C). Crusader mang theo tối đa 473 tấn Anh (481 t) dầu đốt cho phép nó có tầm xa hoạt động 5.500 hải lý (10.200 km; 6.300 mi) ở tốc độ đường trường 15 hải lý trên giờ (28 km/h; 17 mph). Thành phần thủy thủ đoàn bao gồm 145 sĩ quan và thủy thủ.
Chiếc tàu khu trục được trang bị bốn khẩu pháo QF 4,7 in (120 mm) Mk IX trên các tháp pháo đơn, được đặt tên 'A', 'B', 'X' và 'Y' tuần tự từ trước ra sau. Cho mục đích phòng không, Crusader có một khẩu QF 3 inch 20 cwt giữa hai ống khói và hai khẩu QF 2-pounder 40 milimét (1,6 in) Mk II phía sau sàn trước. Pháo 3-inch được tháo dỡ vào năm 1936, và các khẩu 2-pounder được tái bố trí trên các bệ giữa hai ống khói. Nó còn được trang bị hai bệ ống phóng ngư lôi bốn nòng trên mặt nước dùng cho ngư lôi 21 in (530 mm). Ba cầu trượt được dùng để thả mìn sâu, mỗi chiếc chứa được hai quả mìn. Sau khi Thế Chiến II nổ ra, số mìn sâu mang theo được tăng lên 33 quả, được thả bởi một đường ray và hai máy phóng.
Các cải biến cho Ottawa trong chiến tranh không được biết chắc chắn. Các ảnh chụp cho thấy bằng chứng chắc chắn có bốn khẩu Oerlikon 20 mm phòng không được bổ sung, gồm một cặp trên bệ đèn pha và một cặp hai bên cánh cầu tàu, nhưng nó giữ lại khẩu QF 2 pounder ngay cả khi Oerlikon 20 mm được tăng cường. Tháp pháo 'Y' trên sàn sau cũng được tháo dỡ để lấy chỗ chứa thêm ít nhất 60 quả mìn sâu.
Crusader được đặt hàng vào ngày 15 tháng 7 năm 1930 tại Xưởng tàu Portsmouth trong Kế hoạch Chế tạo 1929. Nó được đặt lườn vào ngày 12 tháng 9 năm 1930, hạ thủy vào ngày 30 tháng 9 năm 1931 như là chiếc tàu chiến thứ hai của Hải quân Anh mang cái tên này, và hoàn tất vào ngày 2 tháng 5 năm 1932.

## Lịch sử hoạt động
Crusader thoạt tiên được điều về Chi hạm đội khu trục 9 thuộc Hạm đội Nhà và tiếp tục ở lại đơn vị này trong bốn năm tiếp theo. Nó được tái trang bị lần đầu tại Portsmouth từ ngày 30 tháng 7 đến ngày 4 tháng 9 năm 1934. Sau khi Ý xâm chiếm Abyssinia vào tháng 8 năm 1935, Crusader cùng với chi hạm đội được gửi đi tăng cường cho Hạm đội Địa Trung Hải trong tháng tiếp theo. Từ tháng 10 năm 1935 đến tháng 3 năm 1936, nó được bố trí tại Hồng Hải để theo dõi sự điều động các tàu chiến Ý; và sau khi quay trở về, nó được tái trang bị tại Portsmouth từ ngày 27 tháng 4 đến ngày 30 tháng 5. Trong giai đoạn đầu của cuộc Nội chiến Tây Ban Nha vào tháng 8–tháng 9 năm 1936, chiếc tàu khu trục đã di tản kiều dân Anh khỏi các cảng Tây Ban Nha trong vịnh Biscay. Crusader được phân công hộ tống bảo vệ cho tàu sân bay Courageous từ tháng 1 năm 1937 đến tháng 3 năm 1938, ngoại trừ một đợt tái trang bị ngắn từ ngày 30 tháng 3 đến ngày 27 tháng 4 năm 1937. Con tàu trải qua một đợt sửa chữa lớn tại Sheerness bắt đầu từ ngày 28 tháng 4 năm 1938 nhằm giúp nó đạt các tiêu chuẩn của Canada, kể cả việc trang bị sonar ASDIC Kiểu 124.
Crusader được bán cho Hải quân Hoàng gia Canada với giá 817.500 Đô la Canada, và nó được nhập biên chế vào ngày 15 tháng 6 năm 1938 dưới tên gọi HMCS Ottawa. Con tàu được điều về vùng bờ biển Thái Bình Dương của Canada, đi đến căn cứ Esquimalt vào ngày 7 tháng 11 năm 1938. Nó ở lại đây cho đến khi được lệnh đi đến Halifax, Nova Scotia vào ngày 15 tháng 11 năm 1939, nơi nó hộ tống các đoàn tàu vận tải, kể cả đoàn tàu đã chuyển một nửa Sư đoàn Bộ binh Canada 1 sang Anh vào ngày 10 tháng 12. Đuôi của Ottawa bị hư hại do va chạm với tàu kéo Bansurf vào tháng 4 năm 1940, việc sửa chữa mất hai tháng mới hoàn tất.
Vào ngày 27 tháng 8 năm 1940, Ottawa lên đường đi Greenock, Scotland, và được phân về Đội hộ tống 10 trực thuộc Bộ chỉ huy Tiếp cận phía Tây sau khi đến nơi vào ngày 4 tháng 9, làm nhiệm vụ hộ tống vận tải. Đến tháng 10, dàn ống phóng ngư lôi phía đuôi tàu được tháo dỡ, thay bằng một khẩu pháo phòng không QF 12-pounder Mk V. Trong các ngày 24–26 tháng 9, nó cứu vớt những người sống sót từ hai chiếc tàu buôn Anh: 55 người từ chiếc SS Sulairia bị tàu ngầm Đức U-43 đánh chìm, và 60 người từ chiếc SS Eurymedon bị U-29 đánh chìm. Ottawa đã hỗ trợ cho tàu khu trục Anh Harvester đánh chìm tàu ngầm Ý Comandante Faà di Bruno vào ngày 7 tháng 11. Vào giữa tháng 11, nó được trang bị một bộ radar Kiểu 286 dò tìm mặt đất tầm ngắn, một phiên bản cải biến từ radar ASV của Không quân Hoàng gia Anh. Tuy nhiên, thiết bị sơ khai này chỉ có khả năng quét trực tiếp phía trước với ăn-ten cố định, buộc con tàu phải đổi hướng để dò tìm. Đến ngày 23 tháng 11, nó cứu vớt 29 người sống sót từ chiếc tàu chở ngũ cốc SS Bussum bị U-100 đánh chìm.

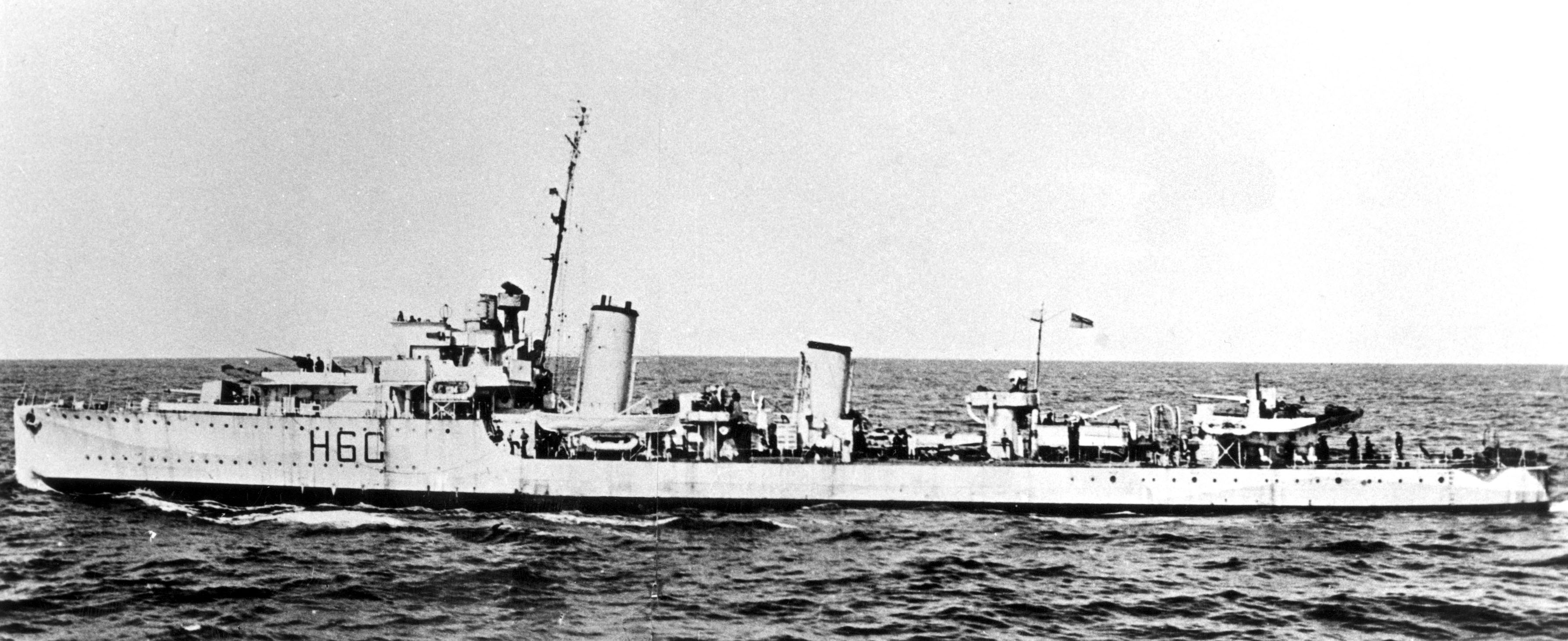
HMCS Ottawa với khẩu 12-pounder phòng không thay cho dàn ống phóng ngư lôi, và tháp pháo 'Y' được tháo dỡ

Ottawa quay trở lại Canada vào tháng 6 năm 1941 và được phân về Lực lượng Hộ tống Newfoundland để bảo vệ các đoàn tàu vận tải tại Đại Tây Dương. Nó được điều sang Đội hộ tống C4 vào tháng 5 năm 1942. Đến đầu tháng 9, hạm trưởng của nó từ chối việc thay thế bộ điều khiển hỏa lực và máy đo tầm xa trên nóc cầu tàu bằng radar dò tìm mục tiêu Kiểu 271. Vào ngày 14 tháng 9, trong khi hộ tống Đoàn tàu vận tải ON 127 ở cách 500 hải lý (930 km) về phía Đông St. John's, Newfoundland, Ottawa trúng ngư lôi phóng từ tàu ngầm Đức U-91. Mười phút sau, do không thể cơ động, nó trúng thêm một quả ngư lôi thứ hai và chìm mười phút sau đó. 114 thành viên thủy thủ đoàn đã thiệt mạng, kể cả hạm trưởng, trong khi các tàu lân cận cứu vớt được 69 người sống sót.